# ウワディスワフ・コザキエビッチ
ウワディスワフ・コザキエビッチ（Władysław Kozakiewicz、1953年12月8日 - ）は、ポーランドの陸上競技選手。1980年モスクワオリンピックの金メダリストである。

## 経歴
コザキエビッチは1953年にリトアニアのヴィリニュス近郊シャルチニンカイのポーランド人の家庭に誕生。スターリン時代が終わった後、ポーランドに移住した。
コザキエビッチは、棒高跳の選手となり、1973年には初めてポーランド記録（5m32）を樹立。翌1974年には初めての国際大会であるヨーロッパ選手権に出場。5m35で銀メダルを獲得した。その後、競技力に磨きをかけ、1975年には5m60のヨーロッパ新記録を樹立。1976年には初めてのオリンピックとなるモントリオールオリンピックに出場を果たす。モントリオールでは優勝候補の一人と目されていたが、結果は11位と惨敗。優勝者は同じポーランド人のタデウス・スルシャルスキーであった。モントリオール後の成績は、1977年、1979年のヨーロッパ室内選手権で優勝を果たしたものの、1978年のヨーロッパ選手権では4位と表彰台に立つことはなかった。
モスクワオリンピックが開催される1980年、開会直前の5月11日に、5m72の世界新記録を樹立。しかし、翌月に、フランスのティエリ・ビネロンが5m75を出し、世界記録は奪われた。7月にモスクワオリンピックが開幕。コザキエビッチのライバルは前回優勝のスルシャルスキー、そしてソ連のコンスタンチン・ボルコフであった。
7月30日に行われた棒高跳の決勝では、モスクワのルジニキ・スタジアムを埋め尽くしたソ連の観衆は、2人のポーランド選手に対し、ジャンプの都度、4時間以上にわたりブーイングを浴びせ続けナーバスにさせた。コザキエビッチは5m65まですべて1回で成功。スルシャルスキーとボルコフはこの高さを3回目に成功させた。
次の、5m70もコザキエビッチは1回で成功。一方スルシャルスキーはこの高さを跳べず5m65で終了。ボルコフは2回失敗の後3回目をパス、バーの高さは5m75に上がった。しかしボルコフはこの高さをクリアできず5m65で終了。一方、コザキエビッチはこの高さも1回でクリアし金メダルを決めた。バーの高さは5m78の世界新記録まで上がると、1回目、コザキエビッチはこの日初めての失敗を犯す。ところが、2回目の跳躍は成功。オリンピックの舞台でこれまでの世界記録を1cm更新した。世界記録を出したコザキエビッチは右手の親指を観衆に向けて突き出し、左手を二の腕に備えるポーズで挑発した。ソビエトに半ば支配されていたポーランド人のソ連に対する挑発とも見えるポーズにポーランド人は喝采した。ポーランドでは現在でもこのポーズを「コザキエビッチポーズ」と呼んでいる。
このときの写真は全世界に配信されたが、ソ連とポーランドでは報道されなかった。在ワルシャワソ連大使館は、このコザキエビッチの振る舞いはソ連に対して大変無礼であり、金メダルは剥奪されるべきだと主張した。
コザキエビッチの行動は、同年夏にグダニスクからポーランド全土に広まった労働争議に影響を及ぼしたともいわれている。後にこの労働争議は、独立自主管理労働組合「連帯」の結成。そして、ポーランド民主化運動へとつながっていく。
コザキエビッチは、その後自身ベストを更新することができず伸び悩んでいたが、1984年には再び調子を取り戻した。しかし、ポーランドがロサンゼルスオリンピックをボイコットしたため、コザキエビッチが出場することはなかった。その後、コザキエビッチは重大な決意をする。
1985年7月、ポーランドのヒーローであったコザキエビッチは、西ドイツに亡命した。コザキエビッチのことをヒーローとしてみなしてきたポーランド人たちをがっかりさせた。コザキエビッチは、西ドイツ代表として大会に参加したが、大きな国際大会で目立った成績を残すことはできなかった。それでも1986年、1987年と西ドイツチャンピオンに輝いている。
1989年の東欧革命以降もドイツに在住、現在体育教師として活動している。

## 自己ベスト
- 棒高跳 - 5m78 (1978年)

## 主な実績
| 年   | 大会                             | 場所                       | 種目   | 結果 | 記録 |
| ---- | -------------------------------- | -------------------------- | ------ | ---- | ---- |
| 1974 | ヨーロッパ陸上競技選手権大会     | ローマ(イタリア)           | 棒高跳 | 2位  | 5m35 |
| 1975 | ヨーロッパ室内陸上競技選手権大会 | カトヴィツェ(ポーランド)   | 棒高跳 | 3位  | 5m30 |
| 1976 | オリンピック                     | モントリオール(カナダ)     | 棒高跳 | 11位 | 5m25 |
| 1977 | ヨーロッパ室内陸上競技選手権大会 | サンセバスチャン(スペイン) | 棒高跳 | 1位  | 5m51 |
| 1977 | ユニバーシアード                 | ソフィア(ブルガリア)       | 棒高跳 | 1位  | 5m55 |
| 1977 | IAAFワールドカップ               | デュッセルドルフ(西ドイツ) | 棒高跳 | 2位  | 5m55 |
| 1979 | ヨーロッパ室内陸上競技選手権大会 | ウィーン(オーストリア)     | 棒高跳 | 1位  | 5m58 |
| 1979 | ユニバーシアード                 | メキシコシティ(メキシコ)   | 棒高跳 | 1位  | 5m60 |
| 1980 | オリンピック                     | モスクワ(ソビエト連邦)     | 棒高跳 | 1位  | 5m78 |
| 1982 | ヨーロッパ室内陸上競技選手権大会 | ミラノ(イタリア)           | 棒高跳 | 3位  | 5m60 |
| 1983 | 世界陸上競技選手権大会           | ヘルシンキ(フィンランド)   | 棒高跳 | 8位  | 5m40 |